# Première circonscription de la Haute-Corse
La première circonscription de la Haute-Corse est l'une des 2 circonscriptions législatives françaises que compte le département de la Haute-Corse (2B) situé en région Corse.

## Description géographique et démographique
La Première circonscription de la Haute-Corse est délimitée par le découpage électoral de la loi no 86-1197 du 24 novembre 1986, elle regroupe les divisions administratives suivantes : Cantons de Bastia I, Bastia II, Bastia III, Bastia IV, Bastia V, Bastia VI, Borgo, Capobianco, La Conca-d'Oro, Le Haut-Nebbio, Sagro-di-Santa-Giulia, San-Martino-di-Lota.
D'après le recensement général de la population en 1999, réalisé par l'Institut national de la statistique et des études économiques (INSEE), la population totale de cette circonscription est estimée à 74 825 habitants,.

## Historique des députations
| Législature | Début de mandat | Fin de mandat  | Député                  | Parti politique | Observations |
| ----------- | --------------- | -------------- | ----------------------- | --------------- | --- |
| IXe         | 23 juin 1988    | 1er avril 1993 | Émile Zuccarelli        | MRG             | Nommé ministre des PTT dans le gouvernement Bérégovoy en 1992, il est remplacé par son suppléant Roger Franzoni.                                                                  |
| Xe          | 2 avril 1993    | 21 avril 1997  | Émile Zuccarelli,       | MRG,            | Mandat écourté à la suite d'une dissolution parlementaire décidée par Jacques Chirac.                                                                                             |
| XIe         | 12 juin 1997    | 18 juin 2002   | Émile Zuccarelli        | PRS             | Nommé ministre de la Fonction publique, de la réforme de l'État et de la décentralisation dans le gouvernement Jospin dès 1997, il est remplacé par son suppléant Roger Franzoni. |
| XIIe        | 19 juin 2002    | 19 juin 2007   | Émile Zuccarelli,       | PRG,            | |
| XIIIe       | 20 juin 2007    | 19 juin 2012   | Sauveur Gandolfi-Scheit | UMP             | |
| XIVe        | 20 juin 2012    | 20 juin 2017   | Sauveur Gandolfi-Scheit | UMP             | |
| XVe         | 21 juin 2017    | 21 juin 2022   | Michel Castellani       | FaC             | |
| XVIe        | 22 juin 2022    | 9 juin 2024    | Michel Castellani       | FaC             | Mandat écourté à la suite d'une dissolution parlementaire décidée par Emmanuel Macron.                                                                                            |

## Historique des élections

### Élections de 1978
| Candidat       | Candidat               | Parti             | Premier tour | Premier tour | Second tour | Second tour |  |
| Candidat       | Candidat               | Parti             | Voix         | %            | Voix        | %           |  |
| -------------- | ---------------------- | ----------------- | ------------ | ------------ | ----------- | ----------- |  |
|                | Pierre Giacomi élu     | RPR               | 12 844       | 31,18        | 23 477      | 51,90       |  |
|                | Jean Zuccarelli        | MRG               | 9 962        | 24,18        | 21 756      | 48,10       |  |
|                | Pierre Giudicelli      | PCF               | 8 953        | 21,73        | Retrait     | Retrait     |  |
|                | Marie-Jean Vinciguerra | UDF (PR)          | 8 099        | 19,66        | Retrait     | Retrait     |  |
|                | Lucie Molinelli        | Divers écologiste | 1 332        | 3,23         |             |             |  |
|                |                        |                   |              |              |             |             |  |
| Inscrits       | Inscrits               | Inscrits          | 59 901       | 100,00       | 59 901      | 100,00      |  |
| Abstentions    | Abstentions            | Abstentions       | 17 883       | 29,85        | 13 761      | 22,97       |  |
| Votants        | Votants                | Votants           | 42 018       | 70,15        | 46 140      | 77,03       |  |
| Blancs et nuls | Blancs et nuls         | Blancs et nuls    | 828          | 1,97         | 907         | 1,97        |  |
| Exprimés       | Exprimés               | Exprimés          | 41 190       | 98,03        | 45 233      | 98,03       |  |

Le Docteur Jean Marzocchi, ancien maire de Santa-Maria-di-Lota, Président de la Caisse d'Allocations Familiales de Haute-Corse était le suppléant de Pierre-Paul Giacomi.

### Élections de 1981
| Candidat       | Candidat               | Parti          | Premier tour | Premier tour | Second tour | Second tour |  |
| Candidat       | Candidat               | Parti          | Voix         | %            | Voix        | %           |  |
| -------------- | ---------------------- | -------------- | ------------ | ------------ | ----------- | ----------- |  |
|                | Pierre Giacomi sortant | RPR (UNM)      | 15 971       | 43,15        | 18 761      | 45,30       |  |
|                | Jean Zuccarelli élu    | MRG            | 9 087        | 24,55        | 22 650      | 54,70       |  |
|                | Pierre Giudicelli      | PCF            | 7 325        | 19,79        |             |             |  |
|                | Charles Santoni        | PS             | 4 483        | 12,11        |             |             |  |
|                | Albertini de Buttafoco | Extrême droite | 148          | 0,40         |             |             |  |
|                |                        |                |              |              |             |             |  |
| Inscrits       | Inscrits               | Inscrits       | 61 400       | 100,00       | 61 404      | 100,00      |  |
| Abstentions    | Abstentions            | Abstentions    | 23 820       | 38,79        | 19 000      | 30,94       |  |
| Votants        | Votants                | Votants        | 37 580       | 61,21        | 42 404      | 69,06       |  |
| Blancs et nuls | Blancs et nuls         | Blancs et nuls | 566          | 1,51         | 993         | 2,34        |  |
| Exprimés       | Exprimés               | Exprimés       | 37 014       | 98,49        | 41 411      | 97,66       |  |

Le suppléant de Jean Zuccarelli était le Docteur François Albertini, conseiller général du canton d'Alto-di-Casaconi.

### Élections de 1988
| Candidat       | Candidat                       | Parti              | Premier tour | Premier tour | Second tour | Second tour |  |
| Candidat       | Candidat                       | Parti              | Voix         | %            | Voix        | %           |  |
| -------------- | ------------------------------ | ------------------ | ------------ | ------------ | ----------- | ----------- |  |
|                | Jean Baggioni                  | UDF (PR) (URC)     | 9 897        | 38,42        | 14 991      | 48,06       |  |
|                | Émile Zuccarelli sortant réélu | MRG                | 9 124        | 35,42        | 16 203      | 51,94       |  |
|                | Michel Stefani                 | PCF                | 2 977        | 11,56        |             |             |  |
|                | Léo Battesti                   | Régionaliste (UPC) | 1 925        | 7,47         |             |             |  |
|                | René Cordoliani                | FN                 | 1 840        | 7,14         |             |             |  |
|                |                                |                    |              |              |             |             |  |
| Inscrits       | Inscrits                       | Inscrits           | 45 515       | 100,00       | 45 510      | 100,00      |  |
| Abstentions    | Abstentions                    | Abstentions        | 19 000       | 41,74        | 13 234      | 29,08       |  |
| Votants        | Votants                        | Votants            | 26 515       | 58,26        | 32 276      | 70,92       |  |
| Blancs et nuls | Blancs et nuls                 | Blancs et nuls     | 752          | 2,84         | 1 082       | 3,35        |  |
| Exprimés       | Exprimés                       | Exprimés           | 25 763       | 97,16        | 31 194      | 96,65       |  |

Roger Franzoni, avocat, conseiller général du canton de Capobianco, était le suppléant d'Émile Zuccarelli. Il le remplaça du 3 mai 1992 au 1er avril 1993, quand Émile Zuccarelli fut nommé membre du gouvernement.

### Élections de 1993
| Candidat       | Candidat                       | Parti                | Premier tour | Premier tour | Second tour | Second tour |  |
| Candidat       | Candidat                       | Parti                | Voix         | %            | Voix        | %           |  |
| -------------- | ------------------------------ | -------------------- | ------------ | ------------ | ----------- | ----------- |  |
|                | Jean Baggioni                  | UDF (PR)             | 9 313        | 34,45        | 14 464      | 48,49       |  |
|                | Émile Zuccarelli sortant réélu | MRG (ADFP)           | 7 485        | 27,69        | 15 364      | 51,51       |  |
|                | Massimu Simeoni                | Extrême gauche (ANC) | 3 884        | 14,37        |             |             |  |
|                | Michel Stefani                 | PCF                  | 2 189        | 8,1          |             |             |  |
|                | Antoine Gandolfi               | Divers droite        | 1 775        | 6,57         |             |             |  |
|                | Claude Leonardi                | FN                   | 1 101        | 4,07         |             |             |  |
|                | Marie-Joséphine Bellagamba     | Régionaliste         | 761          | 2,82         |             |             |  |
|                | Sylvie Mary                    | LT-LNÉ               | 523          | 1,93         |             |             |  |
|                |                                |                      |              |              |             |             |  |
| Inscrits       | Inscrits                       | Inscrits             | 40 458       | 100,00       | 40 446      | 100,00      |  |
| Abstentions    | Abstentions                    | Abstentions          | 12 610       | 31,17        | 9 262       | 22,9        |  |
| Votants        | Votants                        | Votants              | 27 848       | 68,83        | 31 184      | 77,1        |  |
| Blancs et nuls | Blancs et nuls                 | Blancs et nuls       | 817          | 2,93         | 1 356       | 4,35        |  |
| Exprimés       | Exprimés                       | Exprimés             | 27 031       | 97,07        | 29 828      | 95,65       |  |

Roger Franzoni était le suppléant d'Émile Zuccarelli.

### Élections de 1997
| Candidat       | Candidat                       | Parti              | Premier tour | Premier tour | Second tour | Second tour |  |
| Candidat       | Candidat                       | Parti              | Voix         | %            | Voix        | %           |  |
| -------------- | ------------------------------ | ------------------ | ------------ | ------------ | ----------- | ----------- |  |
|                | Jean-Louis Albertini           | RPR                | 8 953        | 35,41        | 13 302      | 45,69       |  |
|                | Émile Zuccarelli sortant réélu | PRS                | 8 599        | 34,01        | 15 813      | 54,31       |  |
|                | Michel Stefani                 | PCF                | 3 699        | 14,63        |             |             |  |
|                | Claude Leonardi                | FN                 | 2 028        | 8,02         |             |             |  |
|                | Jean-François Stefani          | Régionaliste (UPC) | 1 167        | 4,62         |             |             |  |
|                | Nadia Le Palabe                | GÉ                 | 434          | 1,72         |             |             |  |
|                | Jean-Charles Guerrini          | Les Verts          | 401          | 1,59         |             |             |  |
|                |                                |                    |              |              |             |             |  |
| Inscrits       | Inscrits                       | Inscrits           | 43 548       | 100,00       | 43 542      | 100,00      |  |
| Abstentions    | Abstentions                    | Abstentions        | 16 956       | 38,94        | 12 749      | 29,28       |  |
| Votants        | Votants                        | Votants            | 26 592       | 61,06        | 30 793      | 70,72       |  |
| Blancs et nuls | Blancs et nuls                 | Blancs et nuls     | 1 311        | 4,93         | 1 678       | 5,45        |  |
| Exprimés       | Exprimés                       | Exprimés           | 25 281       | 95,07        | 29 115      | 94,55       |  |

Roger Franzoni était le suppléant d'Émile Zuccarelli. Il le remplaça du 5 juillet 1997 au 18 juin 2002, quand Émile Zuccarelli fut nommé membre du gouvernement.

### Élections de 2002
| Candidat       | Candidat                       | Parti          | Premier tour | Premier tour | Second tour | Second tour |  |
| Candidat       | Candidat                       | Parti          | Voix         | %            | Voix        | %           |  |
| -------------- | ------------------------------ | -------------- | ------------ | ------------ | ----------- | ----------- |  |
|                | François Vendasi               | PRG            | 7 788        | 24,89        | 13 523      | 48,65       |  |
|                | Émile Zuccarelli sortant réélu | PRG            | 6 437        | 20,57        | 14 274      | 51,35       |  |
|                | Sauveur Gandolfi-Scheit        | UMP            | 5 417        | 17,31        |             |             |  |
|                | Jean Baggioni                  | UMP            | 4 348        | 13,9         |             |             |  |
|                | Michel Stefani                 | PCF            | 1 464        | 4,68         |             |             |  |
|                | Pierre Chiarelli               | Divers         | 1 429        | 4,57         |             |             |  |
|                | Jeanne Jacob                   | FN             | 1 168        | 3,73         |             |             |  |
|                | Marc Valery                    | PS             | 980          | 3,13         |             |             |  |
|                | Fabienne Giovannini            | Divers         | 769          | 2,46         |             |             |  |
|                | Pierre Pieri                   | Divers         | 378          | 1,21         |             |             |  |
|                | Claude Paoli                   | CPNT           | 345          | 1,1          |             |             |  |
|                | Jean-Marcel Vuillamier         | Les Verts      | 300          | 0,96         |             |             |  |
|                | Claude Leonardi                | MNR            | 219          | 0,7          |             |             |  |
|                | Didier Ramelet                 | Régionaliste   | 149          | 0,48         |             |             |  |
|                | Olivier Josué                  | LO             | 99           | 0,32         |             |             |  |
|                |                                |                |              |              |             |             |  |
| Inscrits       | Inscrits                       | Inscrits       | 47 659       | 100,00       | 47 660      | 100,00      |  |
| Abstentions    | Abstentions                    | Abstentions    | 15 834       | 33,22        | 17 703      | 37,14       |  |
| Votants        | Votants                        | Votants        | 31 825       | 66,78        | 29 957      | 62,86       |  |
| Blancs et nuls | Blancs et nuls                 | Blancs et nuls | 535          | 1,68         | 2 160       | 7,21        |  |
| Exprimés       | Exprimés                       | Exprimés       | 31 290       | 98,32        | 27 797      | 92,79       |  |

Le suppléant d'Émile Zuccarelli était Albert Calloni, maire de Bastia.

### Élections de 2007
| Candidat       | Candidat                    | Parti          | Premier tour | Premier tour | Second tour | Second tour |  |
| Candidat       | Candidat                    | Parti          | Voix         | %            | Voix        | %           |  |
| -------------- | --------------------------- | -------------- | ------------ | ------------ | ----------- | ----------- |  |
|                | Sauveur Gandolfi-Scheit élu | UMP            | 12 922       | 44,48        | 18 480      | 53,89       |  |
|                | Émile Zuccarelli sortant    | PRG            | 9 729        | 33,49        | 15 811      | 46,11       |  |
|                | Michel Stefani              | PCF            | 1 827        | 6,29         |             |             |  |
|                | Jean Graziani               | Régionaliste   | 1 826        | 6,29         |             |             |  |
|                | Jean-François Baccarelli    | MÉI            | 1 051        | 3,62         |             |             |  |
|                | Antoine Cardi               | FN             | 932          | 3,21         |             |             |  |
|                | Hélène Sanchez              | SÉGA           | 386          | 1,33         |             |             |  |
|                | Bernard Mattei              | LO             | 221          | 0,76         |             |             |  |
|                | Roseline Guez               | MNR            | 154          | 0,53         |             |             |  |
|                |                             |                |              |              |             |             |  |
| Inscrits       | Inscrits                    | Inscrits       | 51 544       | 100,00       | 51 549      | 100,00      |  |
| Abstentions    | Abstentions                 | Abstentions    | 21 870       | 42,43        | 15 685      | 30,43       |  |
| Votants        | Votants                     | Votants        | 29 674       | 57,57        | 35 864      | 69,57       |  |
| Blancs et nuls | Blancs et nuls              | Blancs et nuls | 626          | 2,11         | 1 573       | 4,39        |  |
| Exprimés       | Exprimés                    | Exprimés       | 29 048       | 97,89        | 34 291      | 95,61       |  |

Le suppléant de Sauveur Gandolfi-Scheit était Jean-Louis Milani, cadre administratif, conseiller général du canton de Bastia-1

### Élections de 2012
| Candidat       | Candidat                              | Parti          | Premier tour | Premier tour | Second tour | Second tour |  |
| Candidat       | Candidat                              | Parti          | Voix         | %            | Voix        | %           |  |
| -------------- | ------------------------------------- | -------------- | ------------ | ------------ | ----------- | ----------- |  |
|                | Sauveur Gandolfi-Scheit sortant réélu | UMP            | 10 241       | 31,19        | 13 297      | 38,07       |  |
|                | Gilles Simeoni                        | FC (PNC)       | 8 121        | 24,73        | 10 906      | 31,22       |  |
|                | Jean Zuccarelli                       | PRG (PS)       | 7 734        | 23,55        | 10 728      | 30,71       |  |
|                | Tony Cardi                            | RBM (FN)       | 2 626        | 8,00         |             |             |  |
|                | Michel Stéfani                        | FG (PCF)       | 2 346        | 7,14         |             |             |  |
|                | Jean-Philippe Antolini                | CL             | 1 083        | 3,30         |             |             |  |
|                | Jean-François Baccarelli              | MÉI            | 590          | 1,80         |             |             |  |
|                | Olivier Josué                         | LO             | 94           | 0,29         |             |             |  |
|                |                                       |                |              |              |             |             |  |
| Inscrits       | Inscrits                              | Inscrits       | 54 669       | 100,00       | 54 656      | 100,00      |  |
| Abstentions    | Abstentions                           | Abstentions    | 21 344       | 39,04        | 18 819      | 34,43       |  |
| Votants        | Votants                               | Votants        | 33 325       | 60,96        | 35 837      | 65,57       |  |
| Blancs et nuls | Blancs et nuls                        | Blancs et nuls | 490          | 1,47         | 906         | 2,53        |  |
| Exprimés       | Exprimés                              | Exprimés       | 32 835       | 98,53        | 34 931      | 97,47       |  |

Le suppléant de Sauveur Gandolfi-Scheit était Jean-Michel Canazzi, chef d'entreprise.

### Élections de 2017
|                                                                                |                                                           |                           |                           |                          |                          |
|                                                                                |                                                           | Premier tour 11 juin 2017 | Premier tour 11 juin 2017 | Second tour 18 juin 2017 | Second tour 18 juin 2017 |
|                                                                                |                                                           |                           |                           |                          |                          |
|                                                                                |                                                           | Nombre                    | % des inscrits            | Nombre                   | % des inscrits           |
| Inscrits                                                                       | Inscrits                                                  | 58 772                    | 100,00                    | 58 771                   | 100,00                   |
| Abstentions                                                                    | Abstentions                                               | 30 905                    | 52,58                     | 29 839                   | 50,77                    |
| Votants                                                                        | Votants                                                   | 27 867                    | 47,42                     | 28 932                   | 49,23                    |
|                                                                                |                                                           |                           | % des votants             |                          | % des votants            |
| Bulletins blancs                                                               | Bulletins blancs                                          | 354                       | 1,27                      | 1 278                    | 4,42                     |
| Bulletins nuls                                                                 | Bulletins nuls                                            | 259                       | 0,93                      | 885                      | 3,06                     |
| Suffrages exprimés                                                             | Suffrages exprimés                                        | 27 254                    | 97,80                     | 26 769                   | 92,52                    |
|                                                                                |                                                           |                           |                           |                          |                          |
| Candidat Étiquette politique (partis et alliances)                             | Candidat Étiquette politique (partis et alliances)        | Voix                      | % des exprimés            | Voix                     | % des exprimés           |
|                                                                                |                                                           |                           |                           |                          |                          |
|                                                                                | Michel Castellani Femu a Corsica                          | 8 290                     | 30,42                     | 16 279                   | 60,81                    |
|                                                                                | Sauveur Gandolfi-Scheit (député sortant) Les Républicains | 5 922                     | 21,73                     | 10 490                   | 39,19                    |
|                                                                                | François Orlandi La République en marche                  | 5 626                     | 20,64                     |                          |                          |
|                                                                                | Julien Morganti Divers gauche                             | 2 289                     | 8,40                      |                          |                          |
|                                                                                | Michel Stefani Parti communiste français                  | 1 445                     | 5,30                      |                          |                          |
|                                                                                | René Cordoliani Front national                            | 1 200                     | 4,40                      |                          |                          |
|                                                                                | Catherine Laurenti La France insoumise                    | 1 143                     | 4,19                      |                          |                          |
|                                                                                | Florence Juralina Parti animaliste                        | 783                       | 2,87                      |                          |                          |
|                                                                                | Christophe Canioni Avvene corsu                           | 316                       | 1,16                      |                          |                          |
|                                                                                | Romain Padovani Union populaire républicaine              | 128                       | 0,47                      |                          |                          |
|                                                                                | Olivier Josué Lutte ouvrière                              | 112                       | 0,41                      |                          |                          |
| Source : Ministère de l'Intérieur - Première circonscription de la Haute-Corse |                                                           |                           |                           |                          |                          |

La suppléante de Michel Castellani était Juliette Ponzevera, Conseillère à l'Assemblée de Corse, de Bastia.

### Élections de 2022
| Résultats des élections législatives des 12 et 19 juin 2022 de la 1re circonscription de Haute-Corse |                          |                          |                          |              |              |             |             |
| Candidat                                                                                             | Candidat                 | Parti et coalition       | Nuance                   | Premier tour | Premier tour | Second tour | Second tour |
| Candidat                                                                                             | Candidat                 | Parti et coalition       | Nuance                   | Voix         | %            | Voix        | %           |
| | Michel Castellani        | FaC (RPS)                | REG                      | 8 316        | 33,77        | 13 747      | 63,12       |
| | Julien Morganti          | SE                       | DVC                      | 3 352        | 13,61        | 8 032       | 36,88       |
| | Alexis Fernandez         | RN                       | RN                       | 2 996        | 12,17        |             |             |
| | Jean-François Paoli      | PRV (ENS)                | ENS                      | 2 944        | 11,96        |             |             |
| | Petru Antone Tomasi      | CL                       | REG                      | 1 818        | 7,38         |             |             |
| | Dominique Mauny          | LFI                      | DVG                      | 1 533        | 6,23         |             |             |
| | Michel Stefani           | PCF                      | DVG                      | 1 416        | 5,75         |             |             |
| | Jean Lamberti            | REC                      | REC                      | 1 179        | 4,79         |             |             |
| | Michel Staelens          | PA                       | ECO                      | 646          | 2,62         |             |             |
| | Christine Cettour-Leoni  | LP (UPF)                 | DSV                      | 275          | 1,12         |             |             |
| | Olivier Josué            | LO                       | DXG                      | 112          | 0,45         |             |             |
| | Gaël Maquet              | SE                       | DIV                      | 37           | 0,15         |             |             |
| Votes valides                                                                                        | Votes valides            | Votes valides            | Votes valides            | 24 624       | 97,79        | 21 779      | 92,22       |
| Votes blancs                                                                                         | Votes blancs             | Votes blancs             | Votes blancs             | 317          | 1,26         | 1 219       | 5,16        |
| Votes nuls                                                                                           | Votes nuls               | Votes nuls               | Votes nuls               | 240          | 0,95         | 619         | 2,62        |
| Total                                                                                                | Total                    | Total                    | Total                    | 25 181       | 100          | 23 617      | 100         |
| Abstention                                                                                           | Abstention               | Abstention               | Abstention               | 36 334       | 59,07        | 37 903      | 61,61       |
| Inscrits / participation                                                                             | Inscrits / participation | Inscrits / participation | Inscrits / participation | 61 515       | 40,93        | 61 520      | 38,39       |

#### 1er Tour
Lors de cette élection législative, douze candidats sont présents.
Le candidat nationaliste Michel Castellani arrive en tête de ce premier tour avec 33,77% des voix exprimées et se qualifie donc pour le second tour.
Arrivant en seconde position, Julien Morganti (SE) réunit 13,61% des voix exprimées et se qualifie lui aussi au tour suivant.

#### 2ème Tour
Michel Castellani remporte cette élection avec 63,12% des voix exprimées et devient donc député de la 1ère circonscription de la Haute-Corse.
La suppléante de Michel Castellani était Juliette Ponzevera, Conseillère à l'Assemblée de Corse, de Bastia.

### Élections de 2024
| Candidat                 | Candidat                 | Parti et coalition          | Nuance                   | Premier tour | Premier tour | Second tour | Second tour |
| Candidat                 | Candidat                 | Parti et coalition          | Nuance                   | Voix         | %            | Voix        | %           |
| ------------------------ | ------------------------ | --------------------------- | ------------------------ | ------------ | ------------ | ----------- | ----------- |
|                          | Michel Castellani        | Femu a Corsica (RPS)        | REG                      | 11 962       | 31,74        | 24 667      | 64,33       |
|                          | Jean-Michel Marchal      | Rassemblement national      | RN                       | 10 855       | 28,80        | 13 677      | 35,67       |
|                          | Julien Morganti          | Sans étiquette              | DVC                      | 5 436        | 14,42        |             |             |
|                          | Sacha Bastelica          | La France insoumise (NFP)   | FI                       | 3 352        | 8,89         |             |             |
|                          | Jean-François Paoli      | Parti radical (ENS)         | ENS                      | 2 045        | 5,43         |             |             |
|                          | Nicolas Battini          | Mossa Palatina              | REG                      | 1 603        | 4,25         |             |             |
|                          | Jean-Baptiste Lucciardi  | Core in Fronte              | REG                      | 1 471        | 3,90         |             |             |
|                          | Alexis Fernandez         | Rassemblement pour la Corse | DSV                      | 393          | 1,04         |             |             |
|                          | Jean-Michel Lamberti     | Reconquête                  | REC                      | 370          | 0,98         |             |             |
|                          | Olivier Josué            | Lutte ouvrière              | DXG                      | 203          | 0,54         |             |             |
| Votes valides            | Votes valides            | Votes valides               | Votes valides            | 37 691       | 97,76        | 38 344      | 95,46       |
| Votes blancs             | Votes blancs             | Votes blancs                | Votes blancs             | 499          | 1,29         | 1 158       | 2,88        |
| Votes nuls               | Votes nuls               | Votes nuls                  | Votes nuls               | 363          | 0,94         | 666         | 1,66        |
| Total                    | Total                    | Total                       | Total                    | 38 553       | 100          | 40 168      | 100         |
| Abstention               | Abstention               | Abstention                  | Abstention               | 23 557       | 37,93        | 21 951      | 35,34       |
| Inscrits / participation | Inscrits / participation | Inscrits / participation    | Inscrits / participation | 62 110       | 62,07        | 62 119      | 61,73       |

• Le 20 Juin 2024, la candidature de Gael Maquet a été déclarée irrecevable selon le tribunal administratif de Bastia. Le candidat ne pourra donc pas être candidat a l'élection Législative 2024 des 30 Juin et 7 Juillet prochain.

#### 1er Tour
Le député sortant Michel Castellani (FaC) arrive en tête de ce premier tour avec 31,74 % des voix exprimées. Avec 28,80 % des voix, le candidat RN, Jean-Michel Marchal, se place en deuxième position et participe lui aussi au second tour de cette élection.

#### 2ème Tour
Le député sortant Michel Castellani (FaC) a été réélu député de la 1ère circonscription de la Haute-Corse avec 64,33 % des voix exprimées face a son candidat Jean-Michel Marchal (RN) qui a donc obtenu 35,67% des voix exprimées.
La suppléante de Michel Castellani est Juliette Ponzevera, Présidente de l'Office public de l'Habitat de la Collectivité de Corse.